# وليد عمبر
وليد عمبر مواليد 11 يناير 1993، لاعب كرة قدم إماراتي يجيد اللعب كصانع ألعاب مع نادي دبا الحصن الإماراتي .

## مسيرة اللاعب
لعب مع نادي الإمارات و النادي الأهلي و نادي شباب الأهلي ونادي كلباء ونادي الظفرة ونادي دبا الحصن.

## روابط خارجية
- وليد عمبر على موقع Soccerway.com (الإنجليزية)